# Рассвет (Омская область)
Рассвет — деревня в Любинском районе Омской области России. Входит в состав Большаковского сельского поселения.

## География
Населённый пункт находится на юго-западе центральной части Омской области, в лесостепной зоне, в пределах Ишимской равнины, на расстоянии примерно 36 километров (по прямой) к северо-северо-западу (NNW) от посёлка городского типа Любинский, административного центра района. Абсолютная высота — 113 метров над уровнем моря.

## Население
| 2010 |
| ---- |
| 41   |

Гендерный состав
По данным Всероссийской переписи населения 2010 года в гендерной структуре населения мужчины составляли 48,8 %, женщины — соответственно 51,2 %.
Национальный состав
По данным переписи 1979 г. в деревне проживало 232 человека, 51% населения составляли немцы.
Согласно результатам переписи 2002 года, в национальной структуре населения русские составляли 77 % из 123 чел.

## Улицы
Уличная сеть деревни состоит из одной улицы и двух переулков.